# Joseph Anton Oegg
Joseph Anton Oegg (* 11. März 1762 in Rastatt; † 17. September 1817 in Würzburg) war ein deutscher Archivar und Historiker.

## Leben
Oegg war Sohn eines Schlossermeisters. Wo er seine Ausbildung erhalten hat, ist unbekannt. Er wurde offensichtlich in Geschichte und den historischen Hilfswissenschaften ausgebildet. Um 1786 kam er als freiherrlich Greiffenclauscher Sekretär nach Würzburg. Hier begann er mit ersten historischen Studien zur Würzburger Geschichte (u. a. Geschichte des hochstiftischen-würzburgischen Lehenhofes von den ältesten Zeiten des Feudalsystems bis auf die neueste Zeit).
Oegg bemühte sich um eine Anstellung im würzburgischen Staatsdienst. Mit der Studie Versuch über die Diplomatik des Bisthums Würzburg und des Herzogthums Franken wurde er am 5. Februar 1792 zum Registrator und Archivar des Hochstifts Würzburg ernannt. Als solcher war er von August bis November 1796 französische Geisel. Nach der Säkularisation fand er keine weitere Anstellung, weder als Archivar noch als Professor, und musste von einer kleinen Rente leben.
Oegg blieb weiter mit historischen Arbeiten befasst. 1810 und 1811 war er Redakteur der Neuen Fränkischen Chronik von Bonaventura Andres. Eine selbständige Fortführung der Chronik scheiterte. Sein letztes bekanntes Werk ist eine Verbesserte topo-physiographische Karte des Großherzogthums Würzburg mit einem erläuternden Handbuch, die er 1813/1814 erstellte.

## Schriften (Auswahl)
Gedruckte Werke
- Ideen einer Theorie der Archivwissenschaft, Ettinger, Gotha 1804.
- Versuch einer Korographie der Erz- u. Großherzogl. Haupt- u. Residenzstadt Würzburg: oder Historische Entwicklung ihrer Erbauung und Cultur, mittels einer rationellen Topographie, dann ihrer merkwürdigsten Ereignisse, in pragmatischen Annalen, Nitribit, Würzburg 1808.
- als Hrsg.: Die Entbindungsanstalt zu Würzburg. In: Neue Fränkisch-Würzburgische Chronik. Band 6, 1811, Sp. 200.
- Entwicklungsgeschichte der Stadt Würzburg. Würzburg 1880 (posthum herausgegeben von August Schäffler).

Manuskripte
- Urkundliche Chronik des Bisthums Würzburg von 704–1788, Würzburg 1792–1802.
- Itinerarium chronologoco-diplomaticum omnium stirpis Franciae imperatorum et regum, 2 Bände (752–911), Würzburg 1792–1802.
- Regesta chronologico-diplomatica historiam Wirzeburgensem illustrantia (741–1299), Würzburg 1802–1807.
- Geschichte der milden Stiftungen im Großherzogthum Würzburg, Würzburg 1809–1812.